# Polytocus spinicosta
Polytocus spinicosta är en tvåvingeart som beskrevs av Lamb 1909. Polytocus spinicosta ingår i släktet Polytocus och familjen Helosciomyzidae. Inga underarter finns listade i Catalogue of Life.